# Карлин, Джазмин
Джазмин Карлин (англ. Jazmin Roxy «Jazz» Carlin; род. 17 сентября 1990 года; Суиндон, Уилтшир, Англия) — британская пловчиха, специализирующаяся в плавании вольным стилем. Чемпионка игр Содружества 2014 года в составе сборной Уэльса и двукратный серебряный призёр Олимпийских игр 2016 года в составе сборной Великобритании.

## Карьера
Карлин родилась в городе Суиндон в церемониальном графстве Уилтшир. В 2006 году вместе с родителями переехала в уэльский город Суонси, для занятия плаванием в бассейне при университете. Дебют на международной арене состоялся на чемпионате Европы на короткой воде 2005 года в Триесте, на котором Карлин не смогла пройти квалификацию на дистанциях 200 и 400 метров вольным стилем. На играх Содружества 2006 года в Мельбурне, представляя Уэльс, финишировала восьмой на 800 метрах вольным стилем, третьей на 400 метрах вольным стилем и шестой в эстафете 4×200 метров вольным стилем. На чемпионате мира по водным видам спорта 2009 года в Риме, вместе с Джоанн Джексон, Кейтлин Макклетчи и Ребеккой Эдлингтон выиграла бронзовые медали в эстафете 4×200 метров вольным стилем установив новый рекорд Европы — 7:45,51. На играх Содружества 2010 года стала серебряным призёром на дистанции 200 метров вольным стилем и бронзовым на 400 метров вольным стилем. Спустя 4 года, на играх Содружества 2014 года в Глазго выиграла золотую медаль на дистанции 800 метров и серебряную на 400 метров вольным стилем. Она стала первой пловчихой из Уэльса выигравшей золото игр Содружества со времен победы Пэт Биван на играх Британского Содружества наций 1974 года. На летних Олимпийских играх 2016 года в Рио-де-Жанейро выиграла две серебряные медали на дистанциях 400 и 800 метров вольным стилем.